# Агола (Мачерата)
Агола (итал. Agolla) насеље је у Италији у округу Мачерата, региону Марке.
Према процени из 2011. у насељу је живело 82 становника. Насеље се налази на надморској висини од 557 м.